# Numeral (lingüística)
Para ver los numerales españoles, véase Anexo:Nombres de los números en español
Un numeral es un nombre propio para un número, las lenguas naturales en tanto que lenguajes que permiten hacer afirmaciones sobre realidades físicas, disponen de subsistemas lingüístico-cognitivos capaces de nombrar números y contar.
Los sistemas de numeración de las lenguas naturales se basan en la cuenta de dedos. Por eso la práctica totalidad de los sistemas de numeración de las lenguas de la tierra usa sistemas de numeración basados en la base 10 o la base 20.

## Base numérica

### Sistemas vigesimales y decimales
Las mayoría de las lenguas indoeuropeas utilizan un sistema de numeración decimal, lo que significa que los nombres de los números se agrupan en series de diez, y que existen raíces para los números del uno al nueve, el diez, el cien, el mil y los demás nombres son derivados de las raíces para los numerales citados. Otras familias de lenguas emplean también el sistema decimal y existen familias de lenguas donde se usan sistemas vigesimales (vasco, lenguas mayas, lenguas utoaztecas, etc.). Algunas lenguas tienen subsistemas de base cinco, dentro de un sistema decimal o vigesimal. 
Sin embargo, no se conocen sistemas de cuenta amplios no basados en la base 10 o la base 20. Esta restricción parece relacionada con que la idea original de contar estaba asociada a los dedos de las manos o el conjunto de dedos de manos y pies. Los sistemas no basados en base 10 o 20 son escasos aunque aparecen en lenguas australianas de forma generalizada y —de forma marginal— en algunas lenguas americanas, como el waimirí y el arará (dos lenguas caribes), el resiguaro (una lengua arahuaca), el harákmbet y el andoque (lenguas aisladas), que suelen usar sistemas cuasi-binarios.
Son palabras que expresan orden o cantidad de forma precisa.

### Otras bases

#### Cuaternario (4)
Algunas austronesias y melanesias, entre ellas el māorí, algunas lenguas de Sulawesi y algunas de Papúa Nueva Guinea, usan para contar sistemas basados en el 'cuatro'. En estas lenguas el término asu o aso (derivado del javanés asu, 'perro'), se usa para 'cuatro' dado que los perros en estas culturas son el cuadrúpedo más abundante. Se ha propuesto que este sistema podría haber surgido en el contexto de granjeros que intercambiaban animales en un mercado, así cincuenta asu representaría un conjunto de 200 cosas, si a esa cantidad se le substraen 30 asu (120) se llegaría rápidamente a inferir que solo quedan 20 asu (80), y la generalización de la idea de contar las cosas como formando asu completos habría dado origen a este curioso sistema de contaje. Nótese que este sistema podría estar cognitivamente relacionado con el uso de docenas como sistema de contaje extendido debido a que la aritmética de la división es simple en docenas.

#### Quinario (5)
Los sistemas quinarios que usan la base 5 también están testimoniados. Obviamente dichos sistemas al igual que los sistemas decimales y vigesimales derivan del contaje de dedos (una mano tiene cinco dedos). Un ejemplo de este tipo de sistema se encuentra en la lengua api, una lengua de Vanuatu, donde 'cinco' y 'mano' se dicen simplemente luna 'cinco, mano', 'diez' se dice lua-luna 'dos-cinco', 'quince' se deice tolu-luna 'tres-cinco', etc. El número 'once' se llama lua-luna tai 'dos-cinco uno' y 'diecisiete' tolu-luna lua 'tres-cinco dos'. Un sistema básicamente idéntico se encuentra en emberá-catio (familia chocó).
Aunque los sistemas puramente quinarios no son frecuentes, si es muy frecuente el uso de la base cinco como "base auxiliar" o "sub-base" empleada para algunos números, así en muchas lenguas del mundo es frecuente que el 6 se llame 'cinco/mano y uno', 7 'cinco/mano y dos ', etc. Por ejemplo el náhuatl tiene una base vigesimal (base, 20) pero emplea 5 como sub-base: 6 chikwasē, 7 chikōme, 8 chikwēi y 9 chiknāwi.

#### Sextal (6)
El kanum es un ejemplo exótico de lengua con un sistema de contaje en base 6. Las lenguas sko, sin embargo, usan una base 24, en donde se usa sub-base 6.

#### Octal (8)
El sistema octal usa el número 8 como base. Dicho sistema está testimoniado en el Idioma yuki de California y en las lenguas pame de México central. Esto se debe a que ambos grupos humanos usan los huecos entre los dedos de las manos para contar más que los dedos mismos.

#### Vigésimo-cuartal (24)
Las lenguas sko usan un sistema de cuenta en base 24, donde el 6 es empleado como sub-base.

#### Trigésimo-dual (32)
El ngiti usa base 32.

#### Sexagesimal (60)
El ekari usa una base 60 para contar. En Sumeria parece haberse empleado la base 60 para ciertos usos, aunque siempre con 10 como sub-base, quizá un sistema mixto entre sistemas decimales y duodecimal. El empleo de este curioso sistema en Sumeria está detrás del uso moderno de los grados sexagesimales de la medida de los ángulos en grados, minutos y segundos. Uso del que deriva también la medida del tiempo en minutos y segundos, así como la división de la circunferencia en 360°.

#### Octogesimal (80)
Se ha publicado que el idioma supyire tiene un sistema de cuenta en base 80, en esta lengua se cuenta en veintenas (usando 5 y 10 como sub-bases) hasta 80 y entonces en ochentenas hasta 400, y a partir de ahí de 400 en 400.
| kàmpwóò | ŋ̀kwuu | sicyɛɛré | ná | béé-tàànre | ná | kɛ́ | ná | báár-ìcyɛ̀ɛ̀rè |
| 400     | 80    | 4        | y  | 23         | y  | 10 | y  | 5+4          |
799 [i.e. 400 + (4 x 80) + (3 x 20) + {10 + (5 + 4)}]’

### Sistemas sin base
Muchas lenguas de Melanesia usan (o usaban) sistemas de cuenta basados en las partes del cuerpo en lugar de sobre una base numérica. Este sistema no tiene palabras exclusivas para números, sino que más bien los nombres de ciertas partes del cuerpo se emplean para contar. Por ejemplo entre 1 y 4 se emplean los dedos, 5 se llama 'pulgar', 6 'muñeca [de la mano]', 7 'codo', 8 'hombro', etc. Así a través del cuerpo y luego bajando por el otro brazo, así el meñique opuesto representa el 17 (Islas Torres) o 23 (lenguas eleman). Para números más allá de estos valores, se usa el torso, las piernas y los dedos de los pies, o uno puede contar hacia atrás hasta el otro brazo y de nuevo al primero.

## "Aritmética" numeral
También es un tema bien estudiado, qué principios aritméticos usan los sistemas de numeración de las lenguas del mundo. Por ejemplo, la suma es universal en todas las lenguas (dieciocho = diez y ocho = 10 + 8), para expresar un número que puede expresarse mediante un cierto número de veces la base más un número inferior a la base. La multiplicación es también muy frecuente para expresar ciertos números superiores a la base (doscientos = 2 x 100). En algunas lenguas aparece implícitamente la substracción para formar números (latín duōdēvigintī '18' = 2 antes de 20 = 20 - 2). En cambio, la división es totalmente marginal en la formación de numerales y generalmente se restringe a fracciones como 1/2.

## Numerales ordinales, partitivos y multiplicativos
En muchas lenguas además de los numerales cardinales o numerales comunes usados para contar existen otros tipos adicionales de numerales: ordinales, partitivos, distributivos, multiplicativo, etc. El latín es un ejemplo de lenguas con todos estos tipos de numerales:
| Cardinal   | Ordinal            | Frecuentativo   | Multiplicativo | Distributivo         |
| ---------- | ------------------ | --------------- | -------------- | -------------------- |
| ūnus 'uno' | primus 'primero'   | semel 'una vez' | simplex        | singulī              |
| duō 'dos'  | secundus 'segundo' | bis 'dos veces' | duplex 'doble' | binī 'de dos en dos' |
| trēs       | tertius            | ter             | triplex        | ternī                |
| quattuor   | quartus            | quater          | quadruplex     | quaternī             |
| quīnque    | quīntus            | quīnquiē(n)s    | quīntuplex     | quīnī                |
| sex        | sextus             | sexiē(n)s       | sextuplex      | sēnī                 |
| septem     | septimus           | septiē(n)s      | septuplex      | septēnī              |
| octō       | octāvus            | octiē(n)s       | octuplex       | octōnī               |
| novem      | nōnus              | noviē(n)s       | nōnuplex       | novēnī               |
| decem      | decimus            | decie(n)s       | decuplex       | dēnī                 |
| ūndecim    | ūndecimus          | ūndecie(n)s     | ūndecuplex     | ūndēnī               |
| duodecim   | duodecimus         | duodecie(n)s    | duodecuplex    | duodēnī              |

En lenguas flexivas estos numerales ordinales son formas derivadas de los lexemas que se usan para formar los numerales comunes.

## Comparación de numerales
Los numerales reconstruidos para la protolengua madre de diversas familias lingüísticas. Entre las lenguas de Eurasia se tienen:
| GLOSA | Eurasia occidental | Eurasia occidental   | Eurasia occidental | Eurasia occidental   | Eurasia occidental   | Eurasia oriental | Eurasia oriental | Eurasia oriental | Eurasia oriental      | Eurasia oriental | Eurasia oriental   | Eurasia oriental        |
| GLOSA | PROTO- EUSKERA     | PROTO- INDO- EUROPEO | PROTO- FINO- UGRIO | PROTO- CAUCÁSICO NW. | PROTO- CAUCÁSICO NE. | PROTO- SEMÍTICO  | PROTO- ALTAICO   | PROTO- DRAVÍDICO | PROTO- SINO- TIBETANO | PROTO- TAI       | PROTO- HMONG- MIEN | PROTO- AUSTRO- ASIÁTICO |
| ----- | ------------------ | -------------------- | ------------------ | -------------------- | -------------------- | ---------------- | ---------------- | ---------------- | --------------------- | ---------------- | ------------------ | ----------------------- |
| '1'   | *bade              | *oynos               | *wik-tɨ            | *za                  | *cʰa                 | *ħad-            | *bʲuri           | *oru-            | *g-tjig               | *at              | *ʔɨ                | *muəi                   |
| '2'   | *bi-ga             | *dwō                 | *kek-tɨ            | *t’qʷ’a              | *qʷ’a                | *θin-            | *puču            | *iru-            | *g-nis                | *yiih            | *ʔu̯i               | *ɓaːr                   |
| '3'   | *hilur             | *treyes              | *koləm             | *λ:ə                 | *ɬeb                 | *śalāθ           | *ilu             | *muv-            | *g-sum                | *saam            | *pyɔu              | *pai                    |
| '4'   | *laur              | *kʷetwor-            | *ńeljä             | *p’λ’a               | *əmq(ʷ)’i            | *ʔarbaʕ          | *torʲ-           | *nāl             | *b-liy                | *siih            | *p-lei             | *puən                   |
| '5'   | *bortz(e)          | *penkʷe              | *wit-tɨ            | *sx̂ʷə                | *x̂ʷə                 | *ḫamš-           | *tu              | *cayN-           | *b-ŋa *l-ŋa           | *xeeʔ            | *p-rya             | *cɔːŋ / *pɗam           |
| '6'   | *sei               | *sweks               | *kwaðʲ-tɨ          | *ɬʷə                 | *renɬə-              | *šidθ            | *ńu-             | *caŗu-           | *d-ruk *k-ruk         | *xok             | *k-ruk             | *tᵊ-drawʔ / *pᵊ-rawʔ    |
| '7'   | *zazpi             | *septm               | *śećɨm             | *bδə                 | *u̯ərδ                | *šabʕa           | *ŋadi            | *ēr̤u-            | *s-nis                | *čet             | *ʣyuŋH             | *t-puəl                 |
| '8'   | *zortzi            | *h3oktō              |                    |                      | *mbərδ               | *θamān-          | *ĵa              | *eṭṭu            | *b-r-gyat             | *pet             | *yat               | *t-haːm                 |
| '9'   | *bade-(e)ratzi     | *newn                |                    | *bğʷʲə               | *wərč’               | *tišʕ-           | *keg-            | *oṉ-pak-tu       | *d-kəw                | *kao             | *-kʰyu             | *ctiːm / *d-ciːt        |
| '10'  | *ham-ar            | *deḱm                | *loki              | *bć’ʷə               | *wəc’                | *ʕaśr            | *tʲub-           | *pak-tu          | *tsiy                 | *džip            | *gyu̯əp             | *yət / *ɡəl             |

Para las lenguas de África se tiene:
| GLOSA | Níger-Congo  | Níger-Congo   | Níger-Congo | Níger-Congo         | Níger-Congo     | Nilo-Sahariano | Nilo-Sahariano | Nilo-Sahariano  | Nilo-Sahariano | Joisán      |
| GLOSA | PROTO- MANDÉ | PROTO- IJOIDE | PROTO- GUR  | PROTO- VOLTA- NÍGER | PROTO- BANTÚ    | PROTO- SONGAI  | PROTO- MABA    | PROTO- NILÓTICO | PROTO- KOMANO  | PROTO- KXOE |
| ----- | ------------ | ------------- | ----------- | ------------------- | --------------- | -------------- | -------------- | --------------- | -------------- | ----------- |
| '1'   | *do          | *kaŋãnɪ       | *di- *-dum  | *-kp͡a *-rĩ          |                 | *(a)fo         | *tow-          | *-kyɛl          | *ɗeʔ           | *ǀui        |
| '2'   | *pela        | *mãːmɪ        | *lia *-ɲo   | *-ba(ɟi)́            | *-bàdɪ          | *hiŋka         | *mbar          | *a-reik         | *šuʔ-          | *ǀam        |
| '3'   | *sa-kp͡a      | *taːtʊ        | *tãːri      | *-tãi               | *-tátʊ̀          | *hinza         | *kasaŋ(gal)    | *kɔdɔs          | *tuš-          | *ǃŋona      |
| '4'   | *naɣaŋ       | *-nõĩ         | *naːsi      | *-nai               | *-nàì           | *taaki         | *att-          | *-ŋwan          |                | *haka       |
| '5'   | *sori        | *tʊŋʊ̃r̃ɔ       | *nom-       | *tõː- *-coni        | *-tâːnò *-câːnò | *gu            | *tur           | *mut-           |                | *koro       |
| '6'   | *soro-do     |               | *-lo-du     |                     |                 | *idu           | *it̪-           | *5+1            | *kana-ɗeʔ      | *ǃnani      |
| '7'   | *sori-pele   | *tʊŋʊ̃-mãː     | *-lo-pɛ     | *tõː-ba             |                 | *iye           | *mɪndir(si)    | *5+2            | *kana-šuʔ-     | *hũũ        |
| '8'   | *sor-sa-kp͡a  |               | *-lo-tãːri  | *-naːnai            |                 | *yaka          |                | *5+3            | *kana-tuš-     | *ǁxaisi     |
| '9'   |              |               | *-wai       | *-tõ-nai            |                 | *yægga         | *adayi-        | *5+4            |                | *kxoesi     |
| '10'  | *tãm- *pu-ŋ  | *woyi         | *pi(ː)      | *-wo                | *kʊ́mɪ̀           | *wey-          | *yutuk         | *tɔmɔn          | *kʰoš-         | *disi       |

Para las lenguas de América se tiene:
| GLOSA | América del Norte | América del Norte | América del Norte | América del Norte | América del Norte | América del Norte | Mesoamérica      | Mesoamérica    | América del Sur | América del Sur | América del Sur  |
| GLOSA | PROTO- ESKIMO     | PROTO- ATABASCANO | PROTO- SALISH     | PROTO- IROQUÉS    | PROTO- ALGONQUINO | PROTO- UTO-AZT.   | PROTO- OTOMANGUE | PROTO- MAYENSE | PROTO- CHIBCHA  | PROTO- QUECHUA  | PROTO- TUPÍ.GUA. |
| ----- | ----------------- | ----------------- | ----------------- | ----------------- | ----------------- | ----------------- | ---------------- | -------------- | --------------- | --------------- | ---------------- |
| '1'   | *ata(ʀ)uciq       | *tɬah-            | *n(a)kʼuʔ         | *ska-             | *ne-kot           | *sɨm-             |                  | *χuun          |                 | *suk            | *-peĩ            |
| '2'   | *maːlʀuk          | *naˑk’i           | *ʔəsali           | *tekni            | *nīšwi            | *woho-            | *-hyu            | *kaʔ(bʼ)       | *bauka          | *iškay          | *mo-kõi          |
| '3'   | *piŋayut          | *taq’i            | *kaʔɬas           | *áhsę             | *neʔθwi           | *paha-yo          | *ʔni-            | *ʔoš(ebʼ)      | *bayã           | *kimsa          | *mʷo-ʦapɨt       |
| '4'   | *citamat          | *t’ink’i          | *mus              | *kayeː-           | *nyēwi            | *nā-woho-         |                  | *kaŋ(ebʼ)      | *pəkái          | *ĉusku          | *irũ-            |
| '5'   | *taLimat          |                   | *cil(-ak-ist)     | *hwisk            | *nyāɬanwi         | *ma-              |                  | *χoʔ(ebʼ)      | *(a)tik-        | *pičqa          | *po              |
| '6'   | *aʀvinL-          | *k’ostaˑni        | *tʼəχ(m)          | *hyaʔk            | *ne-kot-wāšika    | *nā-paha-yo       |                  | *waq(ebʼ)      | *ter-           | *suqta          | *5+1             |
| '7'   | *5+2              |                   | *cʼuʔ             | *ʦyaˑtahk         |                   | *5+2              | *kya(tV)         | *huq(ubʼ)      | *kuku-          | *qanĉis         | *5+2             |
| '8'   | *5+3              |                   | *tqačiʔ           | *tekru            | *neʔθ-wāšika      |                   | *hña             | *waqšaq(ebʼ)   |                 | *pusaq          | *5+3             |
| '9'   | *10-1             |                   | *təwixʷ           |                   |                   |                   |                  | *bʼeluŋ(ebʼ)   |                 | *isqun          | *5+4             |
| '10'  | *qul-             |                   | *(ʔu)pan          |                   | *metātahθe        |                   |                  | *laχuŋ(ebʼ)    | *uka            | *ĉunka          |                  |

Y para las lenguas de Oceanía:
| GLOSA | Islas del Pacífico | Islas del Pacífico       | Islas del Pacífico | Nueva Guinea y cercanías | Nueva Guinea y cercanías | Nueva Guinea y cercanías | Nueva Guinea y cercanías | Nueva Guinea y cercanías | Australia        |
| GLOSA | PROTO- AUSTRON.    | PROTO- MALAYO- POLINESIO | PROTO- OCEÁNICO    | PROTO- ALOR- PANTAR      | PROTO- DOBERAI           | PROTO- MOREHEAD          | PROTO- BOSAVI            | PROTO- ENGANO            | PROTO- ÑULÑULANO |
| ----- | ------------------ | ------------------------ | ------------------ | ------------------------ | ------------------------ | ------------------------ | ------------------------ | ------------------------ | ---------------- |
| '1'   | *əsa~ *isa         | *əsa~ *isa               | *sa-kai~ *ta-sa    | *nuku                    | *mere                    | *'(n)ampe                | *akéle                   | *mendai                  | *waɲɟari         |
| '2'   | *duśa              | *duha                    | *rua               | *araqu                   | *ala-~ *ali-             | *je-mpo-                 | *ake-                    | *lambo                   | *kutjarra        |
| '3'   | *təɭu              | *təlu                    | *tolu              | *(a)tiga                 | (*tolu-)                 | *je-nampe                | *asóra                   | *tempo                   | *irrdji-wanyjarr |
| '4'   | *śəpat             | *əpat                    | *pat               | *ɓuta                    | (*ɸat)                   | *æser                    | *βir-                    | *malaa/ *tukumedai       | *2+2             |
| '5'   | *lima              | *lima                    | *lima              | *yiwesiŋ                 | *maɸot                   | *'tampuloi               | *bi                      | *su-                     |                  |
| '6'   | *ənəm              | *ənəm                    | *onom              | *talama                  | *mata-mere               | *tɑ'rɑwɑ                 | *káβe                    | *tokwa                   |                  |
| '7'   | *pitu              | *pitu                    | *pitu              | *5+2                     | *mata-[a]la-             | *dómo                    |                          | *wataa                   |                  |
| '8'   | *walu              | *walu                    | *walu              | *5+3                     | *mata-(tolu-)            | ?                        |                          | *kitapo                  |                  |
| '9'   | *śiwa              | *siwa                    | *siwa              | *5+4                     | *mata-(ɸat)              |                          | *ago-                    | *pala-                   |                  |
| '10'  | *sa-puluq          | *-puluq                  | *sa-(ŋa)- -puluq   | *qar nuku                | *gihar                   |                          | *dápulu                  |                          |                  |

## Indicador ordinal
Un indicador ordinal es un símbolo para indicar un número ordinal. En español se utilizan dos tipos: "º" y "ª" según el género gramatical, o bien "ᵒˢ", "ᵃˢ" y "ᵉʳ").

## Lecturas complementarias
- Comrie, B. (2013). Numeral bases. En M. S. Dryer y M. Haspelmath (eds.), The world atlas of language structures online. Max Planck Institute for Evolutionary Anthropology. http://wals.info/chapter/131
- Comrie, B. (2022). The arithmetic of natural language: toward a typology of numeral systems. Macrolinguistics, 10(1), 1–35. https://doi.org/10.26478/ja2022.10.16.1
- Crespo Cantalapiedra, I. (2023). La diversidad en las lenguas: los numerales. Libro en línea.
- Dryer, M. S. (2013). Order of numeral and noun. En M. S. Dryer y M. Haspelmath (eds.), The world atlas of language structures online. Max Planck Institute for Evolutionary Anthropology. http://wals.info/chapter/89
- Everett, C. (2017). Numbers and the making of us: counting and the course of human culture. Harvard University Press.
- Gil, D. (2013). Distributive numerals. En M. S. Dryer y M. Haspelmath (eds.), The world atlas of language structures online. Max Planck Institute for Evolutionary Anthropology. http://wals.info/chapter/54
- Hammarström, H. (2010). Rarities in numeral systems. En J. Wohlgemuth y M. Cysou (eds.), Rethinking universals: how rarities affect linguistic theory (pp. 11–60). De Gruyter Mouton. https://doi.org/10.1515/9783110220933.11
- Petrov, P. (2023). Systems of cardinal numerals in languages around the world. Linguistics & Polyglot Studies, 9(3), 82–105. https://doi.org/10.24833/2410-2423-2023-3-36-82-105
- Stolz, T. y Veselinova, L. N. (2013). Ordinal numerals. En M. S. Dryer y M. Haspelmath (eds.), The world atlas of language structures online. Max Planck Institute for Evolutionary Anthropology. http://wals.info/chapter/53
- Wiese, H. (2003). Numbers, language, and the human mind. Cambridge University Press. https://doi.org/10.1017/CBO9780511486562